# Popsmart
Popsmart är ett musikprogram med frågesport i SR P4, som premiärsändes den 3 oktober 2009.  med Kaj Kindvall som programledare. I programmet gissar man gamla låtar ur populärmusiken mellan 1960- och 90-talen. Man skall kunna namnge artisten på fyra låtar, en från vardera decennium, och en följdfråga ger också poängchans.

### Fotnoter
1. ↑  ”Svensk mediedatabas”. http://smdb.kb.se/catalog/search?q=Popsmart+typ%3Aradio&sort=OLDEST. Läst 18 april 2011.